# Deuteronomos lata
Deuteronomos lata là một loài bướm đêm trong họ Geometridae.